# Giro d’Italia Women
Giro d’Italia Women (dawniej Giro Rosa, Giro Donne, Giro d’Italia Femminile)  – wieloetapowy szosowy wyścig kolarski kobiet, organizowany we Włoszech od 1988 roku. Obecnie jest najdłuższą i najtrudniejszą imprezą dla kobiet w kalendarzu Międzynarodowej Unii Kolarskiej (UCI).
W latach 2013–2020 nosił nazwę Giro Rosa. Do 2013 roku wyścig znany był jako Giro Donne, poprzednio także jako Giro d’Italia Femminile. Od 2016 roku należy do cyklu najważniejszych wyścigów kobiecych – UCI Women’s World Tour.

## Historia
Giro d’Italia Femminile korzeniami sięga końca lat 80. XX wieku. Impreza rozgrywana jest co roku w lipcu, w trakcie Tour de France i do początków XXI wieku była, obok Tour Cycliste Féminin i Tour de l’Aude Cycliste Féminin jednym z trzech największych wyścigów kolarskich dla kobiet. Po upadku etapówek rozgrywanych we Francji, włoski wyścig stał się jedynym "Grand Tourem" w kalendarzu elity kobiet.
Najwięcej wygranych w klasyfikacji generalnej wyścigu ma na swoim koncie Włoszka Fabiana Luperini, która na najwyższym stopniu podium stawała pięciokrotnie. Po cztery triumfy w karierze odniosły Holenderki Anna van der Breggen i Annemiek van Vleuten.
Najwięcej etapowych zwycięstw w historii wyścigu odniosła Marianne Vos (32 triumfy). Drugie miejsce w tej klasyfikacji zajmuje Niemka Petra Rossner (18 triumfów), a trzeci Holenderka Annemiek van Vleuten (15 zwycięstw).

## Zwycięzcy
Opracowano na podstawie:
| Rok  | Pierwsze                         | Drugie                 | Trzecie                   |
| ---- | -------------------------------- | ---------------------- | ------------------------- |
| 1988 | Maria Canins                     | Elizabeth Hepple       | Petra Rossner             |
| 1989 | Roberta Bonanomi                 | Aleksandra Kolasiewa   | Tea Vikstedt-Nyman        |
| 1990 | Catherine Marsal                 | Maria Canins           | Kathy Watt                |
| 1993 | Lenka Ilavská                    | Luzia Zberg            | Imelda Chiappa            |
| 1994 | Michela Fanini                   | Kathy Watt             | Luzia Zberg               |
| 1995 | Fabiana Luperini                 | Luzia Zberg            | Roberta Bonanomi          |
| 1996 | Fabiana Luperini                 | Alessandra Cappellotto | Imelda Chiappa            |
| 1997 | Fabiana Luperini                 | Linda Jackson          | Edita Pučinskaitė         |
| 1998 | Fabiana Luperini                 | Linda Jackson          | Barbara Heeb              |
| 1999 | Joane Somarriba                  | Swetlana Bubnenkowa    | Daniela Veronesi          |
| 2000 | Joane Somarriba                  | Alessandra Cappellotto | Walentina Polchanowa      |
| 2001 | Nicole Brändli Zinaida Stahurska | Diana Žiliūtė          | Edita Pučinskaitė         |
| 2002 | Swetlana Bubnenkowa              | Zinaida Stahurska      | Diana Žiliūtė             |
| 2003 | Nicole Brändli                   | Edita Pučinskaitė      | Joane Somarriba           |
| 2004 | Nicole Cooke                     | Fabiana Luperini       | Priska Doppmann           |
| 2005 | Nicole Brändli                   | Joane Somarriba        | Edita Pučinskaitė         |
| 2006 | Edita Pučinskaitė                | Nicole Brändli         | Susanne Ljungskog         |
| 2007 | Edita Pučinskaitė                | Nicole Brändli         | María Isabel Moreno       |
| 2008 | Fabiana Luperini                 | Amber Neben            | Claudia Häusler           |
| 2009 | Claudia Häusler                  | Mara Abbott            | Nicole Brändli            |
| 2010 | Mara Abbott                      | Judith Arndt           | Tatiana Guderzo           |
| 2011 | Marianne Vos                     | Emma Pooley            | Judith Arndt              |
| 2012 | Marianne Vos                     | Emma Pooley            | Evelyn Stevens            |
| 2013 | Mara Abbott                      | Tatiana Guderzo        | Claudia Häusler           |
| 2014 | Marianne Vos                     | Pauline Ferrand-Prévot | Anna van der Breggen      |
| 2015 | Anna van der Breggen             | Mara Abbott            | Megan Guarnier            |
| 2016 | Megan Guarnier                   | Evelyn Stevens         | Anna van der Breggen      |
| 2017 | Anna van der Breggen             | Elisa Longo Borghini   | Annemiek van Vleuten      |
| 2018 | Annemiek van Vleuten             | Ashleigh Moolman-Pasio | Amanda Spratt             |
| 2019 | Annemiek van Vleuten             | Anna van der Breggen   | Amanda Spratt             |
| 2020 | Anna van der Breggen             | Katarzyna Niewiadoma   | Elisa Longo Borghini      |
| 2021 | Anna van der Breggen             | Ashleigh Moolman-Pasio | Demi Vollering            |
| 2022 | Annemiek van Vleuten             | Marta Cavalli          | Margarita Victoria García |
| 2023 | Annemiek van Vleuten             | Juliette Labous        | Gaia Realini              |
| 2024 | Elisa Longo Borghini             | Lotte Kopecky          | Neve Bradbury             |
| 2025 | Elisa Longo Borghini             | Marlen Reusser         | Sarah Gigante             |

## Koszulki w wyścigu
- – liderka klasyfikacji generalnej
- ( do 2023) – liderka klasyfikacji punktowej
- ( do 2023) – liderka klasyfikacji górskiej
- – liderka klasyfikacji młodzieżowej
- (w latach 2010–2023) – najlepsza Włoszka w klasyfikacji generalnej